# Ian Lake (cầu thủ bóng đá)
Ian Lake (sinh ngày ngày 9 tháng 3 năm 1982 ở Saint Kitts và Nevis) là một cầu thủ bóng đá, hiện tại thi đấu cho đội bóng Curaçao League First Division CRKSV Jong Holland, nơi anh thi đấu ở vị trí Tiền đạo.

## Bàn thắng quốc tế
| # | Ngày                 | Địa điểm  | Đối thủ    | Tỉ số | Kết quả | Giải đấu                         |
| - | -------------------- | --------- | ---------- | ----- | ------- | -------------------------------- |
| ? | 10 tháng 10 năm 2010 | Kingstown | Montserrat | 4-0   | Thắng   | Giải vô địch bóng đá Caribe 2010 |